# ガビエネの戦い
ガビエネの戦い（英: Battle of Gabiene）は、紀元前316年に現在のイランのガビエネにて起こった、ディアドコイ戦争の、エウメネスとアンティゴノスによって戦われた会戦である。

## 背景
前年のパラエタケネの戦いは引き分けに終わり、冬になるとアンティゴノス・エウメネス両軍は冬営に入った。しかし、エウメネス軍の指揮官たちは各隊分散して冬営したため、それを知ったアンティゴノスは近道ではあるが水のない砂漠地帯を密かに通って敵を奇襲し、分散し、戦闘準備の整っていない敵を各個撃破せんとした。しかし、寒さのあまりアンティゴノス軍の兵士は薪を炊き、それを近隣住民がエウメネスに知らせたため、アンティゴノスの計画はエウメネスの知るところとなった。
敵の接近を知って狼狽する部将たちに対し、エウメネスは三日敵の進撃を遅らせるのでその間に各自自分の部隊をまとめるよう命じ、自らは僅かな手勢を率いて時間稼ぎに向かった。彼は部下に大量の薪を炊かせ、これを見たアンティゴノスは敵は既に軍を集結させたと勘違いし、奇襲作戦が失敗したと思った。アンティゴノスはこれ以上危険な砂漠地帯を進むのを止め、遠回りだが町や村があり、補給ができる道に切り替えた。
こうしてエウメネスが時間を稼いでいる間に彼の味方の将軍たちは軍を集結させた。ところが、エウメネス軍の足の遅い戦象部隊の進軍が遅れて孤立していたために、アンティゴノスは敵の戦象を奪おうと考えて騎兵2200騎と軽装歩兵の全隊を送り、戦象部隊を襲撃した。これを知ったエウメネスは騎兵1500騎と軽装歩兵3000人を送り、なんとか戦象部隊を救った。以上のようにしてエウメネスは危機を脱し、その後両軍はガビエネに対陣した。

## 布陣
アンティゴノス軍の陣立ては以下の如くである。彼は両翼に騎兵を配し、中央に重装歩兵を置き、象を前面に並べ、その隙間を軽装歩兵で埋めた。アンティゴノスと彼の子デメトリオスが右翼を、ペイトンが左翼を指揮した。ディオドロスによれば、アンティゴノス軍の総計はメディアからの援軍を含めて歩兵22000人、騎兵9000騎、象65頭であるが、この他にも軽装歩兵がいたと考えられている。
対し、エウメネスは左翼に精鋭騎兵を配して自らもまたそこに陣取り、右翼の騎兵部隊はピリッポスに指揮を取らせ、彼には戦いを避けて部隊を温存するよう命じた。そして、エウメネスもまたアンティゴノスと同様に戦象部隊54頭（エウダモス指揮）を全軍の前面にずらりと並べ、60頭を左翼を包むように半円に配置した。中央にはやはり重装歩兵を配置した。エウメネス軍の総計は歩兵36700人、騎兵6000騎と象114頭であった。

## 会戦
戦いの前にエウメネス軍の将軍アンティゲネスは騎兵を一騎、敵の前面に送り、その騎兵は「悪漢どもよ、貴様らはピリッポスとアレクサンドロスの下で全世界を征服した父たち〔マケドニア軍の最古参兵からなる銀楯隊のこと〕に対して罪を犯すというのか？！」と叫んだ。これによりアンティゴノス軍の士気は下がり、逆にエウメネス軍の士気は上がった。エウメネス軍の兵士たちは総司令官に早く戦わせてくれと求め、エウメネスは攻撃を命じた。
こうして戦いはエウメネス軍左翼の戦象部隊、続いて騎兵部隊の突撃で始まり、続いて中央の歩兵部隊も前進した。戦象と騎兵が前進するとかなりの砂埃が舞い、それを見たアンティゴノスはそれに乗じて敵の輜重隊を奪おうと考え、左翼に配していたメディア騎馬弓兵とタレンティネ騎兵に自軍の後ろを通過させ、自軍の右翼、そして敵の左翼の外側をすり抜けて輜重隊を襲わせた。これによって手薄だったエウメネス軍の輜重隊はあっけなく敵の手に落ちた。
こうした動きの一方で、エウメネス率いる左翼の猛攻に兵力の勝っていたアンティゴノスは耐えていた。エウメネス軍左翼が突出していたのを悟ったアンティゴノスはその右（エウメネス軍左翼と中央部隊の間）から攻撃を仕掛け、そこの騎兵を率いていたペウケスタスは混乱し、配下の騎兵を引き連れて逃げてしまった（プルタルコスはこれはペウケスタスの臆病さのせいにしている）。その一方で、エウメネスに戦いを避けよとの命を受けていたピリッポスはその命令通り戦いを避けて後退していた。
中央の歩兵同士の戦いではエウメネス軍が優勢に立っていた。特に銀楯隊は見事な活躍を示し、彼らは敵の歩兵部隊を敗走させ、5000人を殺傷した。中央と右翼での戦況を踏まえ、エウメネスはほぼ無傷の右翼も合わせての総反撃を目論んだが、ペウケスタスが逃げ出し、また夜になろうとしていたため、やむを得ず後退した。

## その後
この戦いでのエウメネス軍の死者は300人だったのに対し、アンティゴノス軍は5000人以上を失った。戦いによる損害自体はアンティゴノス軍の方が多かったが、奪われた輜重隊の荷物の中には銀楯隊の財産があり、彼等の家族も輜重隊に属していた。エウメネスは再戦を考えていたが、元々エウメネスを快く思っていなかったアンティゲネス、テウタモスといった武将たちおよび銀楯隊はアンティゴノスと取り引きし、奪われた自分たちの荷物や妻子と引き換えにエウメネスをアンティゴノスに引き渡して降伏した。しかし、アンティゴノスは自らの司令官を売り渡した彼らに対して悪感情を抱いており、「アンティゴノスはアンティゲネスを穴に落として生きたまま焼き殺し、さらにエウダモス、ケルバノスなど自身に敵対的だった将軍たちを処刑した」。そして、後に銀楯隊は僻地アラコシアへの事実上の左遷を受け、その全員が同地で生涯を終えた。
アンティゴノスは知略に長けたエウメネスを自身の配下に加えたいと思い、エウメネスの処遇について将軍たちと話し合った。デメトリオスとネアルコスはエウメネスの助命を主張したが、これまでエウメネスに辛酸を舐めさせられていた上、エウメネスが味方につけば自分たちの影が薄くなることを恐れた他の将軍たちはそれに反対した。また、かつてアンティゴノスによって討伐を容赦された時にエウメネスは頑としてマケドニア王家への忠誠を示し、アンティゴノスの仲間にならなかったという過去があったため、アンティゴノス自身もエウメネスは心から自分には従わないだろうと思ってもいた。
そのため、ディオドロスによれば、アンティゴノスはエウメネスを処刑し、その遺骨を遺族の許に送った。コルネリウス・ネポスおよびプルタルコスによれば、上述の理由でアンティゴノスはしぶしぶエウメネスを処刑することにしたが、かつての友に暴力を振るうを良しとせず、餓死させることにした。しかし、軍の移動のどさくさにまぎれてエウメネスはアンティゴノスの知らぬうちに（プルタルコスによればアンティゴノス自身が送った刺客によって）その部下によって喉をかき切って殺された。
エウメネスを下したことにより、アンティゴノスはエウメネスの同盟者たちを配下に加え、ディアドコイ屈指の大勢力となった。強大化した彼に対し、脅威を抱いた他のディアドコイは合従連衡しつつ対抗した。

## 註
1. ↑  ディオドロス, XIX. 37
2. ↑  ibid, XIX. 38
3. ↑  コルネリウス・ネポス, 「エウメネス」, 8-9
4. ↑  ディオドロス, XIX. 39
5. ↑  ibid, XIX. 40
6. ↑  吉川, p.254
7. ↑  ディオドロス, XIX. 40
8. ↑  ibid, XIX. 41
9. ↑  ibid, XIX. 42
10. ↑  プルタルコス, 「エウメネス」, 16
11. ↑  ディオドロス, XIX. 42
12. ↑  ibid, XIX. 43
13. ↑  ポリュアイノス, IV. 6. 13
14. ↑  ディオドロス, XIX. 43
15. ↑  プルタルコス, 「エウメネス」, 17
16. 1 2  ディオドロス, XIX. 44
17. ↑  プルタルコス, 「エウメネス」, 20
18. ↑  コルネリウス・ネポス, 「エウメネス」, 10
19. ↑  プルタルコス, 「エウメネス」, 18
20. ↑  ibid, XIX. 44
21. ↑  コルネリウス・ネポス, 「エウメネス」, 12
22. ↑  プルタルコス, 「エウメネス」, 19